# Vinicka
Vinicka es un pueblo ubicado en el municipio de Berane, en Montenegro.

## Demografía
Hasta 2011 la población era de 558 habitantes, conformada por 176 hogares y 257 viviendas.
| 770                                                              | 793 | 749 | 787 | 732 | 640 | 607 | 558 |
| (Fuente: Population statistics of Eastern Europe & former USSR.) |     |     |     |     |     |     |     |

| Etnicidad                                           | Número | Porcentaje |
| --------------------------------------------------- | ------ | ---------- |
| Serbios                                             | 359    | 59,14 %    |
| Montenegrinos                                       | 203    | 33,44 %    |
| Otros                                               | 45     | 7,41 %     |
| Fuente: Republic of Montenegro. Statistical Office. |        |            |